# لنيانو
لنيانو (بالإيطالية: Legnano) مدينة شمال إيطاليا في مقاطعة ميلانو غرب إقليم لومبارديا، هي وروما المدينتان الوحيدتان اللتان ذكر اسمهما في السلام الوطني الإيطالي لحدوث معركة تاريخية بها، يبلغ عدد سكانها 56,157 نسمة.

## المناخ
يظهر الجدول التالي التغييرات المناخية على مدار السنة للنيانو:
| البيانات المناخية لـلنيانو         | البيانات المناخية لـلنيانو | البيانات المناخية لـلنيانو | البيانات المناخية لـلنيانو | البيانات المناخية لـلنيانو | البيانات المناخية لـلنيانو | البيانات المناخية لـلنيانو | البيانات المناخية لـلنيانو | البيانات المناخية لـلنيانو | البيانات المناخية لـلنيانو | البيانات المناخية لـلنيانو | البيانات المناخية لـلنيانو | البيانات المناخية لـلنيانو | البيانات المناخية لـلنيانو |
| الشهر                              | يناير                      | فبراير                     | مارس                       | أبريل                      | مايو                       | يونيو                      | يوليو                      | أغسطس                      | سبتمبر                     | أكتوبر                     | نوفمبر                     | ديسمبر                     | المعدل السنوي              |
| ---------------------------------- | -------------------------- | -------------------------- | -------------------------- | -------------------------- | -------------------------- | -------------------------- | -------------------------- | -------------------------- | -------------------------- | -------------------------- | -------------------------- | -------------------------- | -------------------------- |
| الدرجة القصوى °م (°ف)              | 21.0 (69.8)                | 24.4 (75.9)                | 25.4 (77.7)                | 28.0 (82.4)                | 30.7 (87.3)                | 34.3 (93.7)                | 37.0 (98.6)                | 35.8 (96.4)                | 33.9 (93.0)                | 28.1 (82.6)                | 22.8 (73.0)                | 21.1 (70.0)                | 37.0 (98.6)                |
| متوسط درجة الحرارة الكبرى °م (°ف)  | 6.1 (43.0)                 | 8.6 (47.5)                 | 13.1 (55.6)                | 17.0 (62.6)                | 21.3 (70.3)                | 25.5 (77.9)                | 28.6 (83.5)                | 27.6 (81.7)                | 24.0 (75.2)                | 18.2 (64.8)                | 11.2 (52.2)                | 6.9 (44.4)                 | 17.3 (63.2)                |
| متوسط درجة الحرارة الصغرى °م (°ف)  | −4.4 (24.1)                | −2.5 (27.5)                | 0.4 (32.7)                 | 4.3 (39.7)                 | 9.0 (48.2)                 | 12.6 (54.7)                | 15.3 (59.5)                | 14.8 (58.6)                | 11.5 (52.7)                | 6.4 (43.5)                 | 0.7 (33.3)                 | −3.6 (25.5)                | 5.4 (41.7)                 |
| أدنى درجة حرارة °م (°ف)            | −18.0 (−0.4)               | −15.6 (3.9)                | −12.2 (10.0)               | −6.1 (21.0)                | −5.2 (22.6)                | 0.6 (33.1)                 | 4.7 (40.5)                 | 4.7 (40.5)                 | 0.5 (32.9)                 | −5.3 (22.5)                | −13.6 (7.5)                | −15.2 (4.6)                | −18.0 (−0.4)               |
| الهطول مم (إنش)                    | 67.5 (2.66)                | 77.1 (3.04)                | 99.7 (3.93)                | 106.3 (4.19)               | 132.0 (5.20)               | 93.3 (3.67)                | 66.8 (2.63)                | 97.5 (3.84)                | 73.2 (2.88)                | 107.4 (4.23)               | 106.3 (4.19)               | 54.6 (2.15)                | 1٬081٫7 (42.61)            |
| متوسط أيام هطول الأمطار (≥ 1.0 mm) | 6                          | 6                          | 8                          | 9                          | 10                         | 9                          | 6                          | 8                          | 6                          | 7                          | 8                          | 6                          | 89                         |
| متوسط الرطوبة النسبية (%)          | 78                         | 76                         | 69                         | 73                         | 74                         | 74                         | 74                         | 73                         | 74                         | 77                         | 80                         | 80                         | 75                         |
| [بحاجة لمصدر]                      |                            |                            |                            |                            |                            |                            |                            |                            |                            |                            |                            |                            |                            |

## السكان
في سنة 1861 بلغ عدد السكان 6٬501 نسمة، وتطور العدد ليصل في سنة 2011 لـ 57٬647 نسمة.
يظهر هذا المخطط البياني تطور النمو السكاني لـ لنيانو

## أعلام
- فاليريو فوجليو
- أنطونيلا كليريسي
- لويس ماثياس
- فرانكو كولومبو
- ماتيو دارميان